# Étienne Bonnot de Condillac
Étienne Bonnot de Condillac, abate de Mureau (Grenoble, 30 de septiembre de 1714-Beaugency, abadía de Flux, 3 de agosto de 1780) fue un sacerdote, filósofo y economista francés de la segunda Ilustración.

## Primeros años de vida
Tercero de una familia perteneciente a la nobleza de toga que tuvo cinco hijos, perdió a su padre, un secretario real recientemente ennoblecido, a los trece años; entonces fue tomado a cargo de su tío en Lyon, quien lo puso a estudiar allí junto a su hermano Gabriel Bonnot de Mably con los jesuitas; luego marchó en 1733 a proseguir sus estudios en el seminario de Saint-Sulpice (París) y La Sorbona, y se ordenó sacerdote sin ningún entusiasmo en 1740, ya que se sentía más bien un hombre de letras. 

### Trayectoria
Se dedicó al estudio de la filosofía impulsado por el matemático e ilustrado Jean Le Rond d'Alembert, primo suyo, y amistó con Rousseau, (al que trató desde 1739), Voltaire y Fontenelle. Él mismo fue un ilustrado que difundió en Francia el empirismo liberal de John Locke y se opuso al racionalismo. A diferencia de Locke, negó al cabo la existencia de la «reflexión», segunda fuente de conocimientos aparte de las sensaciones, creando su propia filosofía, conocida como Sensualismo; las facultades y las reflexiones vendrían a ser nada más que sensaciones transformadas y nada habría en el intelecto que no hubiera estado antes en la sensación. Por ejemplo, el lenguaje no sería un vehículo del pensamiento, sino que jugaría un papel esencial en su elaboración, y distingue anticipándose a Saussure entre lengua colectiva y habla individual. Sin embargo, el no comprender el carácter que posee el nexo de las sensaciones con los objetos exteriores y el exagerar el carácter subjetivo de éstas llevaron a Condillac al idealismo subjetivo. 
Sus primeras obras filosóficas de importancia son Essai sur l'origine des connaissances humaines o Ensayo sobre el origen de los conocimientos humanos (1746) y Traité des systèmes o Tratado de los sistemas (1749). Pero su obra fundamental es Traité des sensations o Tratado de las sensaciones (1754), obra en la que sostiene que todos los conocimientos y todas las facultades humanas provienen de los sentidos exteriores o, mejor, de las sensaciones, por lo cual no hay ideas innatas. El Sensualismo de Condillac influyó y condujo al llamado Materialismo francés del siglo XVIII. En 1758 es enviado a Parma por Luis XV, como preceptor de su nieto Fernando de Borbón, hijo de los duques de Parma, y allí permanece hasta 1764 y escribe su Cours d'études pour l'instruction du Prince de Parme o Curso de estudios para la educación del príncipe, publicado en trece volúmenes entre 1768 y 1773. Allí hubo de aleccionar a María Luisa de Parma, futura reina de España por su matrimonio con Carlos IV. Algunos historiadores consideran que fue una influencia perniciosa sobre ella, a juzgar por las costumbres laxas (o libertinas) que ella tuvo después.
En 1767, Condillac recibe la Abadía de Mureau y en 1768 es elegido miembro de la Academia Francesa, pero no se hace notar. En 1776 es elegido miembro de la Sociedad Real de Agricultura de Orleans y publica su Le Commerce et le gouvernement considérés relativement l'un à l'autre o El comercio y el gobierno considerados en su relación recíproca, por el cual es considerado uno de los fundadores de la ciencia económica moderna. Publicó después una Logique ou les premiers développements de l'art de penser, Lógica o los primeros desarrollos del arte de pensar (1780), y la póstuma La langue des calculs o La lengua de los cálculos (1798).

El artificio del razonamiento es, pues, el mismo en todas las ciencias. Así como en las matemáticas se establece la cuestión traduciéndola al álgebra, así en las otras ciencias se establece traduciéndola a la expresión más simple, y una vez establecida la cuestión, el raciocinio o razonamiento que la resuelve, no es tampoco más que una serie de traducciones, en que una proposición que traduce a la que la antecede, es traducida por la que la subsigue, y de este modo pasa la evidencia con la identidad desde la manifestación de la cuestión hasta la conclusión del razonamiento.
Condillac: Lógica

La influencia de Condillac sobre la química moderna fue muy importante a través de Lavoisier. En el Discurso preliminar de su Tratado elemental de Química, Lavoisier la reconoce en estas palabras: 

«Pero comprendí mejor al ocuparme de este trabajo, que hasta entonces no había evidenciado los principios establecidos por el abate Condillac en su Lógica y en algunas otras de sus obras. Él sentó que no pensamos más que con el auxilio de las palabras; que las lenguas son verdaderos métodos analíticos; que el álgebra más sencilla, más exacta y más adecuada en la forma de expresar su objeto, es a la vez una lengua y un método analítico; en fin que el arte de razonar no es más que una lengua bien hecha. Y en efecto, mientras que sólo creía ocuparme de la nomenclatura, mientras que mi único objeto era perfeccionar la lengua química, el trabajo se transformó insensiblemente en mis manos, y sin poderlo evitar, en un tratado elemental de química».
Lavoisier, Tratado elemental de Química

Lo que es más interesante es que el trabajo de Lavoisier, inspirado así en Condillac, fue mucho más allá y, sin que él lo quisiera o lo creyera, se transformó en la semilla de la química moderna, que nació cuando Lavoisier fue capaz de organizar su nomenclatura.

## Obras
- M. l'Abbé de Condillac (1746). Essai sur l'origine des connaissances humaines (en francés). Consultado el 11 de marzo de 2019.
- M. l'Abbé de Condillac (1749). Traité des systèmes (en francés).
- M. l'Abbé de Condillac (M. DCC. LIV.). Traité des sensations, à Madame la comtesse de Vassé (2 volúmenes) (en francés). Consultado el 15 de mayo de 2012.
- M. l'Abbé de Condillac (M. DCC. LXXV.). Cours d'étude pour l'instruction du prince de Parme (16 volúmenes.) (en francés). Parme: Imprimerie Royale. Consultado el 15 de mayo de 2012.
- M. l'Abbé de Condillac (M. DCC. LXXVI.). Le commerce et le gouvernement confidérés relativement l'un à l'autre (en francés). Amsterdam: Jombert & Cellot. Consultado el 15 de mayo de 2012.
- M. l'Abbé de Condillac (M. DCC. LXXX.). La logique, ou Les premiers développements de l'art de penser (en francés). París. Consultado el 15 de mayo de 2012.
- Condillac (1798). La langue des calculs (en francés). Póstuma.

### Libros
- Condillac (1951). Œuvres philosophiques de Condillac (3 volúmenes). París: Presses Universitaires de France.
- Knight, Isabel F. (1968). The Geometric Spirit: The Abbe de Condillac and the French Enlightenment (en inglés). New Haven: Yale University Press.

## Eponimia
El asteroide (9389) Condillac  fue nombrado así en su memoria.